# 扎克·布朗
扎卡里·查伦·布朗（英語：Zakary Challen Brown，常称“扎克·布朗”，1971年11月7日—）是一位美国的企业家、前职业赛车手。目前他是一级方程式迈凯伦车队的首席执行官。他此前是全球最大的赛车运动市场营销公司JMI的创始人兼首席执行官，他还是职业赛车队联合车队的创始人和拥有人之一，英国赛车供应商考斯沃斯的董事会成员，他还曾担任过赛车运动媒体赛车运动网的董事会非执行主席。

## 生平
扎克·布朗从1986年开始自己的赛车生涯，90年代初他前往欧洲参加比赛；参加过福特方程式1600、英国三级方程式锦标赛、德國三級方程式錦標賽、FIA GT锦标赛、丰田大西洋锦标赛等赛事。1995年，扎克·布朗在印第安纳波利斯创立了赛车运动市场营销公司JMI，为此他从2000年到2005年间停止了自己的赛车活动，专注于公司的运营，后来JMI成为全球最大的赛车运动市场营销公司。2013年，JMI被柴姆沟通有限旗下的CSM体育娱乐公司收购，扎克·布朗成为CSM的首席执行官，直到2016年他将工作中心转移到迈凯伦上而辞去该职务。2009年，扎克·布朗与英国赛车手理查德·狄恩（Richard Dean）成立了联合车队，车队目前主要参加世界耐力锦标赛、欧洲勒芒系列赛以及米其林勒芒杯等比赛。2016年11月，扎克·布朗成为迈凯伦集团的执行总监，2018年4月，他被提名任命为迈凯伦车队的首席执行官。
布朗是歷史文獻和體育紀念品以及公路和賽車的狂熱收藏家。他已婚，育有兩個兒子，住在英國的薩里郡。